# Baptiste Petit-Gérard
Baptiste Petit-Gérard est un peintre-verrier français né à Strasbourg le 22 mai 1811 et mort dans la même ville le 25 avril 1871.

## Biographie
Après avoir étudié le dessin à Strasbourg, il est allé étudié dans l'atelier de Jean Gigoux et de Paulin Guérin. Après ses études, il revient à Strasbourg où il est chargé par Ritter et Müller, qui venaient de créer un atelier de peinture sur verre, de réaliser leurs cartons. En 1845, ils sont choisis pour la restauration de la grande rosace de la façade de la cathédrale de Strasbourg. Celle-ci ne présentait plus qu'un amalgame de morceaux de verre multicolores plus ou moins bien agencés. Ritter, Müller et Petit-Gérard vont remettre cette rosace dans l'état où on la voit. Le talent de Petit-Gérard a amené Ritter et Müller à le prendre comme associé. Après la mort de Ritter, Müller se retire et Petit-Gérard se retrouve à la tête de cet atelier.
Par ses délibérations du 6 juillet 1843 et du 16 avril 1845, le conseil municipal a décidé de la réalisation de quatre vitraux pour le croisillon sud du transept de la cathédrale ayant pour sujets Vierge des Vierges, Mère de Dieu, Consolation des affligés et Porte du Ciel. Plusieurs concurrents se sont présentés, dont Laurent-Charles Maréchal, et le jury a choisi les projets de Petit-Gérard à l'unanimité en 1847. Le conseil municipal a aussi décidé qu'il serait à l'avenir le seul peintre-verrier chargé de la restauration des vitraux de la cathédrale.
Il commence à restaurer les vitraux de la haute nef du côté de l'évangile, c'est-à-die du côté gauche quand on regarde l'autel. Il va entreprendre de raccorder avec des morceaux neufs tous les morceaux de verrières anciennes qui étaient mélangés. La première verrière représente les papes S. Clemens, S. Sixtius, S. Urbanus et S. Silvester, au-dessous les diacres S. Stephanus, S. Laurencius, S. Vincensus et S. Cyriacus. La deuxième fenêtre représente les guerriers martyrs S. Georgius, S. Innocensius, S. Demetrius, S. Exuperius, S. Sebastianus, S. Candidus, S. Mauricius et S. Victor. La troisième fenêtre et les suivantes représentent pour l'essentiel les évêques de Strasbourg. La restauration de ces vitraux a duré de 1851 à 1857. Ella a été reprise par son fils, Pierre Petit-Gérard (1852-1933), et  Jean Baptiste Ferdinand Hügelin (1833-1896),, en 1867.
Les vitraux du triforium se trouvant au-dessus des baies de la nef centrale est orné de vitraux ayant pour sujet l’Arbre généalogique de Jessé, à partir de Dieu et Adam, jusqu'à saint Jean-Baptiste et le Christ. Les vitraux du côté de l'évangile ont été en partie restaurés ou peints par Baptiste Petit-Gérard. Ceux du côté de l'épître ont été refaits à neuf par son fils et Ferdinand Hügelin à partir de cartons de Louis Steinheil. La grande verrière se trouvant dans l'axe du chœur a été réalisée par Baptiste Petit-Gérard à partir d'un carton de Louis Steinheil reprenant sa représentation sur l'ancienne bannière de la ville, c'est-à-dire, assise, avec l'Enfant Jésus sur ses genoux et étendant ses bras.
Il a aussi réalisé dans le chœur les vitraux représentant sainte Catherine et saint Henri. Il a restauré la verrière de saint Christophe portant Jésus se trouvant dans le croisillon sud du transept qui était méconnaissable à la suite des mutilations. À côté, il a plac" après restauration les verrières de saint Mathieu et de saint Barthélemy qui avaient été placées auparavant dans des baies du XIIIe siècle. Près d'eux, il a restauré des verrières représentant plusieurs martyrs de la légion thébaine, saint Maurice, saint Victor, saint Candide et saint Exupère. Cette dernière verrière a été refaite complètement. Il a réalisé un vitrail représentant saint Florent à partir de restes d'un vitrail représentant un évêque.
Dans le croisillon nord du transept se trouvait un vitrail représentant la Sainte-Vierge dont il ne restait plus qu'un panneau avec ses mains. Il a été refait en conservant le panneau ancien. Dans ce même croisillon, il a reconstitué un vitrail représentant saint Martin avec des petits morceaux qu'il a pu récupérer. Il a restauré la verrière représentant le Jugement de Salomon.
Dans la chapelle de l'archi-confrérie de Notre-Dame, il est l'auteur de la verrière représentant la Vierge avec l'Enfant Jésus dans ses bras et des quatre médaillons qui surmontent ce vitrail : l'Annonciation, la Nativité, la Présentation au temple et la Descente de Croix.

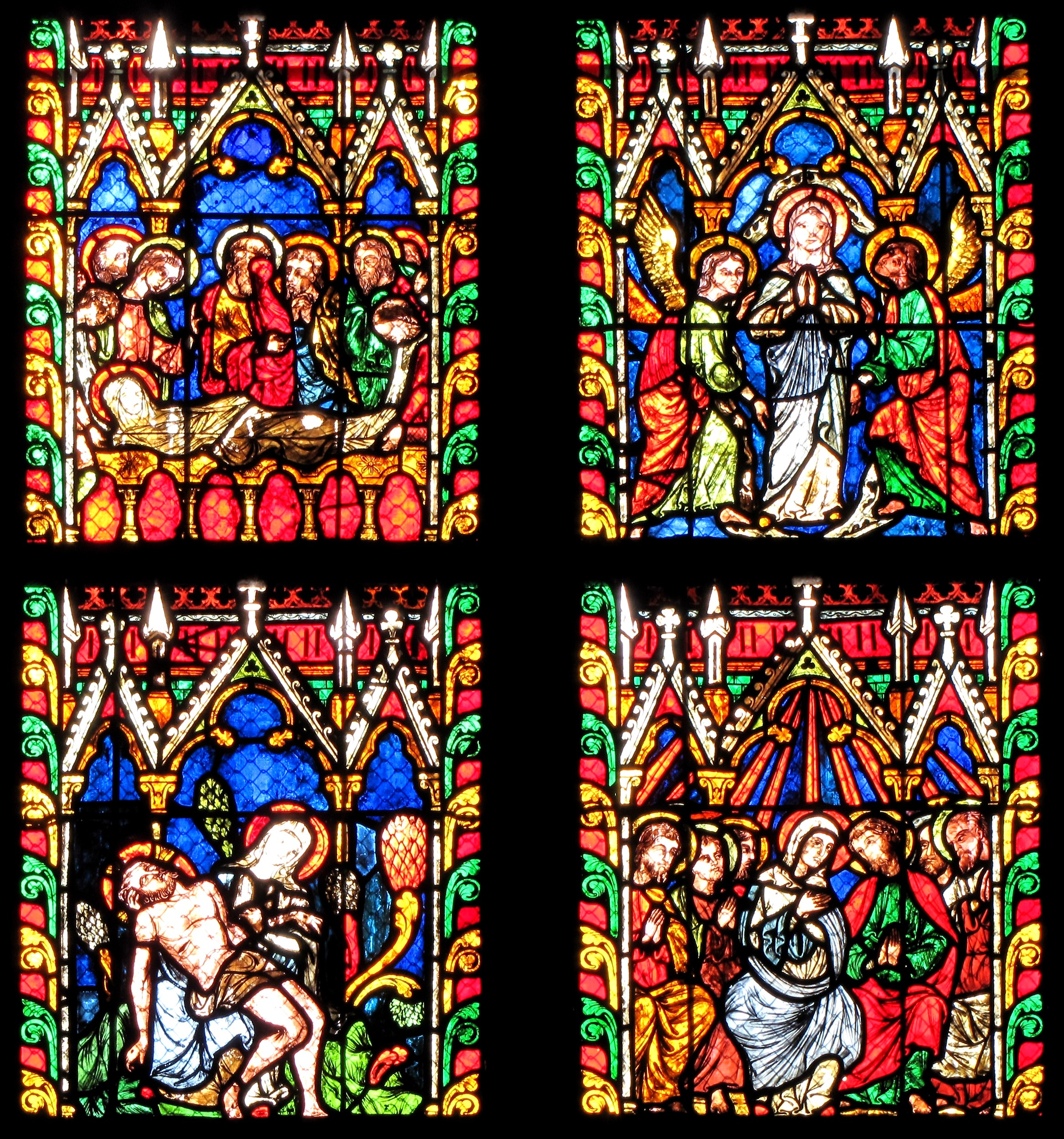
Verrière de la "Vie de Marie" de la chapelle de la Toussaint

Il a réstauté les vitraux se trouvant dans la chapelle Saint-André représentant saint André et saint Jean-Baptiste, deux des plus anciennes verrières de la cathédrale. Il a retrouvé dans cette chapelle deux bustes de femmes représentant la Sainte-Vierge et sainte Élisabeth. Il a aussi restauré les trois verrières de la chapelle Saint-Laurent.
Il a aussi travaillé sur des vitraux d'autres églises :
- Chapelle funéraire de la famille Muller à Muhlbach-sur-Bruche,
- verrières de l'église Saint-Georges de Schirmeck avec les peintres-verriers Ritter et Muller, en 1848,
- la verrière du chœur de l'église Sainte-Madeleine de Strasbourg, offerte en 1481 par le chevalier Bœcklin et sa femme,

- verrières de la chapelle de la clinique de la Toussaint à Strasbourg,
- la verrière représentant sainte Richarde et la rosace ayant pour sujet le Christ bénissant de l'église Saint-Pierre-et-Saint-Paul d'Andlau. Dans la même église il a réalisé un vitrail représentant la canonisation de sainte Richarde par le pape Léon IX ;
- plusieurs vitraux de l'église Saint-Laurent de Benfeld,
- trois verrières en grisaille pour la chapelle de la collégiale Saint-Martin de Colmar, en 1863,
- une verrière représentant saint Blaise dans l'église Saint-Blaise d'Hartmannswiller, en 1864,
- vitraux de l'église Saint-Léger de Munster, en 1863,
- verrières de l'église Saints-Pierre-et-Paul de Rosheim, en 1862,
- pour l'abbatiale Saint-Pierre-et-Saint-Paul de Wissembourg, il a réparé la grande rose se trouvant dans le croissillon sud qui avait été modifiée au XVIIIe siècle. Dans le trilobe inférieur est représentée une Annonciation avec l'abbé Edelin à genoux avec sa crosse abbatiale,
- il a restauré les vitraux de l'église Saint-Rémy de Fénétrange,
- il a réalisé les vitraux de la basilique Saint-Pierre-Fourier de Mattaincourt consacrée en 1853,
- vitraux de l'église Saint-Michel de Saint-Brieuc construite entre 1837 et 1841, en 1862.

Il a aussi fait des verrières pour les églises de Remiremont, de Faverney, de Gondrecourt, de Portieux, de Plombières, etc...

## Publications
- Hortus Deliciarum. Calques des planches I à LXXX par Baptiste Petit-Gérard (avant 1855), Bibliothèque de l'Œuvre Notre-Dame, 1880
- Alexandre Straub et Baptiste Petit-Gérard, Note sur les procédés d'estampage, 1857
- Quelques études sur l'art verrier et les vitraux d'Alsace, Strasbourg, Imprimerie. de Veuve Berger-Levrault, 1861, 31 p. (lire en ligne)
- Détails d'ornementations de la cathédrale de Strasbourg, 1848
- L'Empereur Henri 1er : L'oiseleur, 1848
- Vitrail du XIIIe siècle de la Cathédrale de Strasbourg à l'échelle d'un décimètre par mètre, 1851
- Vitrail St Arbogast de la série des évêques, dans la Cathédrale de Strasbourg à l'échelle de vingt centimètres par mètre, 1855
- Vitrail de l'église abbatiale de Wissembourg
- Vitrail du XIIIe siècle de la basse-nef de la cathédrale de Strasbourg, janvier 1859
- Marie-Hélène Wehr, Baptiste Petit-Gérard (1811-1871), peintre-verrier à Strasbourg, témoin et acteur de la renaissance du vitrail en Alsace au 19e siècle. Thèse de doctorat en histoire de l'art sous la direction de Jean-Michel Leniaud, 2012